# Johann Finckh
Johann Daniel von Finckh (* 26. August 1807 in Dorum; † 1. Juli 1867 in Badenweiler) aus der adligen Familie derer von Finckh war Präsident des Obergerichts sowie Landtagspräsident des Großherzogtums Oldenburg.

## Leben

### Juristische Karriere
Finckh war der Sohn des Kanzleirats Christian Daniel von Finckh (1765–1813) und dessen Ehefrau Friederike geb. Süllow (1776–1815). Nach dem frühen Tod der Eltern sorgte Herzog Peter Friedrich Ludwig für die Ausbildung der Söhne seines von den Franzosen während der französischen Besatzungszeit Oldenburgs zum Tode verurteilten und erschossenen Kanzleirats. Finckh besuchte das Gymnasium in Oldenburg und studierte von 1826 bis 1829 Rechtswissenschaft an den Universitäten Göttingen und Heidelberg. Er war Mitglied der Corps Bremensia Göttingen und Corps Guestphalia Heidelberg.
1830 legte er die vorgeschriebene Eingangsprüfung für den oldenburgischen Justizdienst ab und wurde nach einer kurzen Tätigkeit als Advokat in Ovelgönne im Dezember 1831 Landgerichtssekretär in Oldenburg. 1834 bestand er die zweite juristische Staatsprüfung, wurde 1837 Landgerichtsassessor und 1847 Hilfsrichter am oldenburgischen Oberappellationsgericht. 1851 wurde er zum Obergerichtsrat und 1853 zum Oberappellationsgerichtsrat ernannt. Nach der Trennung der Justiz von der Verwaltung wurde Finckh im November 1858 zum Direktor des neugeschaffenen Obergerichts in Varel befördert und im November 1865 als Direktor an das Obergericht in Oldenburg versetzt, das er bis zum 1. November 1866 leitete.

### Politische Karriere
Finckh gehörte zu den wenigen oldenburgischen Beamten, die sich schon frühzeitig in der nationalen und liberalen Bewegung engagierten. Sein Eintreten für die nationalen Unabhängigkeitsbestrebungen Schleswig-Holsteins im Oktober 1847 trug ihm eine scharfe Rüge des Großherzogs ein, der auf politische Aktivitäten seiner Beamten sehr ungnädig reagierte. Dieser Verweis führte vermutlich dazu, dass Finckh – wie viele andere Beamte auch – nach Ausbruch der Revolution von 1848 zunächst Zurückhaltung wahrte und sich erst nach dem Einlenken des Großherzogs wieder am politischen Leben beteiligte. Von 1849 bis 1852 sowie von 1856 bis 1857 war er Mitglied des Landtags, der ihn in der Sitzungsperiode 1857 zu seinem Präsidenten wählte. Im Parlament gehörte er zu der Gruppe der gemäßigten Liberalen und spielte vor allem 1849/50 in den scharfen Konflikten über den außenpolitischen Anschluss an Preußen eine Vermittlerrolle zwischen der Regierung und der oppositionellen Landtagsmehrheit.

## Familie
Finckh war seit dem 6. November 1850 verheiratet mit Johanna Sophie Maria geb. von Schietter (1824–1907), der Tochter des 1825 geadelten sächsischen Offiziers und Gutsbesitzers Salomon Ferdinand von Schietter (1790–1831) und der Luise geb. Behr zu Leisnig. Von seinen drei Söhnen wurde Eugen (1860–1930) später oldenburgischer Ministerpräsident.